# Ана тілі (газета)
Ана тілі (каз. Ана тілі) — щотижнева газета в Казахстані казахською мовою. Засновник — Міжнародне товариство «Казак тілі» і колектив тижневика «Ана тілі». Перший номер вийшов 22 березня 1990 року в Алмати як тижневик з краєзнавства та мовознавства республіканського товариства «Казак тілі». Обсяг — 16 сторінок, формат A3. Перший головний редактор — Ж. Бейсембаюли. Від 1998 року випускається також додаток для нафтовиків «Алтин дарія». Основна тема тижневика — актуальні проблеми казахської мови, літератури та історії.